# A Screw
A Screw – minialbum amerykańskiego zespołu Swans, wydany w 1986 przez K.422. W 1987 wszystkie utwory dołączono do wersji CD albumu Holy Money (kompozycje znalazły się również na kompilacji Greed / Holy Money z 1992 i jej późniejszych wydaniach).
Utwory „A Screw (Holy Money)” (Mix) i „A Screw” są innymi wersjami utworu „A Screw (Holy Money)” z albumu Holy Money, muzykę do nich skomponowali wszyscy członkowie zespołu, teksty napisał Michael Gira. Autorami utworu „Blackmail” są Michael Gira i Jarboe.

## Lista utworów
Dane według Discogs:
| Nr | Tytuł utworu                 | Długość |
| -- | ---------------------------- | ------- |
| 1. | „A Screw (Holy Money)” (Mix) | 5:41    |
| 2. | „Blackmail”                  | 4:54    |
| 3. | „A Screw”                    | 5:00    |
|    |                              | 15:35   |

## Twórcy
- Michael Gira – śpiew, taśmy, sample
- Jarboe – śpiew, instrumenty klawiszowe
- Norman Westberg – gitara elektryczna
- Algis Kizys – gitara basowa
- Ted Parsons – perkusja